# Колосовський Ігор Костянтинович
Ігор Костянтинович Колосовський (7 грудня 1920, Томськ — 28 листопада 2010, Москва) — радянський дипломат, Надзвичайний і Повноважний Посол.

## Біографія
Народився 7 грудня 1920 року в місті Томську (нині Російська Федерація). Член ВКП(б). 1946 року закінчив іспанську та англійську секції Вищої дипломатичної школи Міністерства закордонних справ СРСР.
На дипломатичній роботі з 1946 року: у 1946—1949 роках працював у Посольстві СРСР в Аргентині; у 1949—1953 роках — в апараті Міністерства закордонних справ СРСР; у 1954—1957 роках — радник Посольства СРСР в Аргентині; у 1956 році — повірений у справах СРСР в Аргентині; з 1957 року — в апараті Міністерства закордонних справ СРСР; у 1959—1960 роках обіймав посаду заступника завідувача Відділу країн Африки Міністерства закордонних справ СРСР; у 1960—1961 роках — завідувач II Африканським відділом Міністерства закордонних справ СРСР; з 1961 року по серпень 1965 року — радник Посольства СРСР у США; з 3 серпня 1965 року по 27 січня 1970 року — Надзвичайний і Повноважний Посол СРСР в Уругваї; з 27 січня 1970 року по 11 серпня 1972 року — Надзвичайний і Повноважний Посол СРСР у Мексиці.
Після повернення до Радянського Союзу обіймав посади: старшого, головного радника Управління з планування зовнішньополітичних заходів Міністерства закордонних справ СРСР; з 1974 року — заступника голови Міжвідомчої комісії з морського права при Міністерстві закордонних справ СРСР; з квітня 1985 року — Надзвичайного і Повноважного Посла з особливих доручень, віцепрезидента Російської асоціації морського права.
Помер у Москві 28 листопада 2010. Похований у Москві в колумбарії Новодівичого цвинтаря.